# میپل‌وود پارک (اوهایو)
میپل‌وود پارک (به انگلیسی: Maplewood Park) یک منطقهٔ مسکونی در ایالات متحده آمریکا است که در شهرستان ترامبل، اوهایو واقع شده‌است. میپل‌وود پارک ۱٫۹ کیلومتر مربع مساحت و ۳۲۱ نفر جمعیت دارد و ۳۳۲ متر بالاتر از سطح دریا واقع شده‌است.